# Rolfs
Rolfs er en bebyggelse, som frem til 2018 var afgrænset som et byområde i Kalix kommun i Norrbottens län i Sverige, beliggende én kilometer vest for det centrale Kalix. Fra 31. december 2018 regnes bebyggelsen som en del af byområdet Kalix. Byens oprindelige navn var Rolfsbyn, men fra 1600-tallet blev Rolfs det almindeligt benyttede navn.

## Erhvervsliv
I byen findes flere større virksomheder, for eksempel Mekonomen, bilforhandlere og flere mindre virksomheder. I årene 1921 til 2019 lå Rolfs savværk i byen, men blev af dets ejer Setra nedlagt i 2019. Savvirksomheden kom dog i gang igen i februar 2021 efter at det i oktober 2020 blev meddelt at Rolfs såg var solgt til firmaet Stockhult holding, som i forvejen ejede et savværk i Glommersträsk.
Ved Rolfs findes det undersøiske skær Sandgrynnan, hvor Sandgrynnans festplads og badeanstalt lå. Her har blandt andet musikeren Lill-Babs optrådt den 8. juli 1962.

## Forbindelser
Europavej E4 passerer gennem byen, tidligere Rikstretton (til 1962). Umiddelbart inden Kalixbron ligger rundkørslen Kalix Baltica, i folkemunde benævnt Kråkfällan. Sidstnævnte navn kommer af at man kan svinge mod byen Nyborg, og byens indbyggere kaldes for kråkor. Desuden er der sket for mange ulykker som følge af at køretøjer har kørt med for høj hastighed og er havnet nede i rundkørslen hvor der findes gangbroer, heraf ordet fällan. Rundkørslen er formgivet af Sture Berglund, og udformningen er i form af beton, sten og jern. Formgivningen skal genspejle mødet mellem elv, hav og mennesker i Kalix.